# Krvavá přísaha
Krvavá přísaha (v anglickém originále Blood Oath; v původním českém překladu Krvavý slib) je v pořadí devatenáctá epizoda druhé sezóny seriálu Star Trek: Stanice Deep Space Nine.

## Příběh
V Quarkově simulátori bojuje celé odpoledne opilý Klingon, takže ho Odo pro jistotu zavře do vězení a nechá ho vystřízlivět. Je to Kor, kterého z nepříjemné situace dostane další Klingon, Koloth. Oba je sem svolal Kang, aby splnili svou přísahu a zabili zločince s přezdívkou Albino. Ten byl v roce 2290 téměř chycen loděmi, kterým veleli Kang, Kor a Koloth, ale utekl a později se kapitánům pomstil tím, že použil genetický vir, který zabil jejich prvorozené syny. Tuto přísahu složil také Curzon Dax, a přestože Koloth a Kang odmítají účast Jadzie na akci, ta ctí uzavřený slib a přesvědčí oba Klingony.
Cestou na planetu Secarus IV, kde má Albino pevnost, Kang prozradí, že s Albinem mluvil a vyjednal čestnou smrt v osobním souboji pro všechny. Jadzia ale zjistí, že u vstupu do pevnosti nastražil gravitační minu, která je má zabít. Přesvědčí Klingony k překvapivé akci, vyhodí do vzduchu rozvodnou stanici a poté všichni čtyři vniknou do pevnosti. Koloth podlehne přesile a Kang je smrtelně zraněn Albinem, ale Jadzii se ho podaří odzbrojit. Nedokáže ho zabít, takže to za ni udělá Kang, který krátce poté umírá. Souboj tak přežijí pouze Jadzia a Kor.

## Zajímavosti
- Původně neměly v tomto dílu vystupovat postavy Kanga, Kora a Kolotha, ale Robert Hewitt Wolfe, velký fanoušek původního seriálu, doporučil obsadit tyto tři nejpopulárnější Klingony.
- Kor podle autora scénáře Petera Allana Fieldse vychází z postavy Falstaffa ze hry Williama Shakespeara Jindřich IV. Poprvé se objevil v epizodě „Věc soucitu“ původního seriálu, v Deep Space Nine se vyskytne ještě v epizodách „Meč Kahlessův“ a „A znovu do té průrvy“.
- Koloth byl stvořen podle Britta hraného Jamesem Coburnem v Sedmi statečných. Poprvé se objevil v epizodě „Trable s tribbly“ původního seriálu.
- Kangovým vzorem byl Chris Yula Brynnera ze Sedmi statečných. Poprvé se objevil v epizodě „Den míru“ původního seriálu, vyskytuje se ještě v epizodě Voyageru „Vzpomínka“.